# ان‌جی‌سی ۴۴۲۴
ان‌جی‌سی ۴۴۲۴ (انگلیسی: NGC 4424) نام یک کهکشان در صورت فلکی دوشیزه است.
عده ای این صورت فلکی زیبا را به دلیل شباهت با فرشته     سنبل در دست،مختص متولدین ماه شهریور میدانند.